# Erebochlora maculataria
Erebochlora maculataria är en fjärilsart som beskrevs av J. Peter Maassen 1890. Erebochlora maculataria ingår i släktet Erebochlora och familjen mätare. Inga underarter finns listade i Catalogue of Life.